# Johnny Nash
John Lester Nash, Jr. (født 19. august 1940 i Houston, Texas i USA, død 6. oktober 2020 samme sted), var en amerikansk sanger og sangskriver. Han bidrog til at popularisere reggaen internationalt, ikke mindst med hittet "I Can See Clearly Now" som gik til tops på Billboard Hot 100 4. november 1972, og lå der i 4 uger. Andre kendte sange er "Hold Me Tight" (1968), "Stir It Up" (1972) og "Tears on My Pillow" (1975). Nash sang både pop og reggae.
Nash begyndte at synge som dreng. Han medvirkede i et lokalt tv-show som 13-årig og udgav sin første single i 1957. Hans første hit kom i 1958 med Doris Day-sangen "A Very Special Love".
Som ung medvirkede Nash i flere film. Han havde hovedrollen i Take A Giant Step fra 1959. Senere var han også med i den svenske film Vill så gärna tro fra 1971.
Nash besøgte flere gange Jamaica i 1960'erne hvor han mødte Bob Marley og bandet The Wailers hvilket ledte ham til reggaemusik. Han var en af de første reggae-musikere som ikke kom fra Jamaica til at indspille reggaemusik i Jamaicas hovedstad Kingston.

## Diskografi
Studioalbum
- 1958: Johnny Nash
- 1959: I Got Rhythm
- 1959: Quiet Hour
- 1960: Let's Geit Lost
- 1961: Starring Johnny Nash
- 1964: Composer's Choice
- 1968: Hold Me Tight
- 1969: Prince of Peace
- 1969: Let's Go Dancing
- 1972: Teardrops inn the Rain
- 1972: I Can See Clearly Now
- 1973: My Merry-Go-Round
- 1974: Celebrate Life
- 1975: Tears on My Pillow
- 1977: What a Wonderful World
- 1979: Let's Go Dancing
- 1986: Here Again

Opsamlingsalbum
- 1977: Johnny Nash Collection
- 1979: The Johnny Nash Album
- 1981: Stir It Up
- 1993: The Reggae Collection
- 1996: The Best of Johnny